# Dauphin County Law Library
Die Dauphin County Law Library ist eine Bibliothek in Harrisburg (im Dauphin County, Pennsylvania). Sie befindet sich im Dauphin County Courthouse. Sie ist werktäglich von Montag bis Freitag in der Zeit 8:00 Uhr bis 16:30 Uhr öffentlich zugänglich; rund um die Uhr ist sie jedoch für alle in Pennsylvania zugelassenen Anwälte zugänglich. 
Die Bibliothek wurde im Jahre 1865 von der Pennsylvania General Assembly gegründet, um als Grundlage für juristische Recherche und die rechtswissenschaftliche Ausbildung zu dienen. In der Bibliothek werden Werke zum Case Law und zum Recht des Staates Pennsylvania und der Entscheidungen der Bundesgerichte der Vereinigten Staaten von Amerika gesammelt. Auch die Entscheidungen und Stellungnahmen der Richter des Dauphin County Court werden hier zusammengetragen. Zu guten Zeiten befanden sich in ihr 47.000 Medien, jetzt sind es nur noch 35.000. Mit dem Dauphin County Reporter veröffentlicht die Bibliothek eine Rechtszeitschrift.
Ihren jetzigen Standort bezog sie, nachdem 1947 das Gerichtsgebäude des Dauphin County Court errichtet worden war.